# Riello (Teverga)
Riello (en asturiano Rieḷḷu y oficialmente) es un lugar y una parroquia del concejo asturiano de Teverga, en España.

## Situación
El pueblo de Riello, situado a unos 3 kilómetros de la capital del concejo y a un kilómetro del parque de la prehistoria de Teverga, tenía 27 habitantes en el año 2008 (sadei). Se encuentra a una altitud de 510 m y se accede a él por la carretera que va de La Plaza al Puerto Ventana. Está situado dentro del valle de Valdesampedro, uno de los tres que, junto con el de Valdesantibáñez y Valdecarzana, forman el concejo de Teverga.
Antiguamente existía un camino que discurría justo a la vera del río por su margen derecha y que unía el pueblo con San Martín. Después este camino se pasó a la margen izquierda del río y hoy en día se conoce como 'camino viejo' y discurre a una cota más elevada por entre los bosques y prados buscando la sombra hasta llegar a unirse con la carretera en Las Vegas. Este mismo camino sigue hacia el sur hasta San Salvador de Alesga. Cruzando Riello, sube hasta 'el palomar' y alejándose un poco más del río llega a San Salvador, entrando por su parte más occidental. Actualmente estos caminos están abandonados en diferentes grados según el tramo y la gente se desplaza utilizando la carretera AS-228, que sube hasta el Puerto Ventana y une Asturias y León.

## Población
En los 5,89 km² de extensión de la parroquia, habitan un total de 120 personas (2008) distribuidos en las poblaciones de La Barrera, Berrueño, Monteciello, Las Vegas, Coañana y el propio Riello.
Como en toda la región, en Riello la población sigue una tendencia decreciente. Los hijos de los habitantes naturales de Riello se han trasladado a la capital del concejo o a las grandes ciudades del Principado y actualmente la mayoría de las casas son usadas como residencias de verano o períodos vacacionales. Fruto de esta emigración es el estado de abandono de varias casas. Lo mismo sucede con otros edificios como cuadras, pajares u hórreos al cesar la actividad agrícola y ganadera de la zona y caer en desuso.

## Arte
La iglesia del pueblo, dedicada a Santo Tomás, fue una antigua abadía románica, de la que quedan ahora la composición del ábside cuadrado —de menor altura que la nave— y su cubierta de bóveda de cañón, así como el arco triunfal de tres vueltas, alrededor del cual se han descubierto pinturas murales. Situada a los pies, la fachada, del siglo XVII, tiene una puerta central de arco de medio punto; sobre ella está una inscripción de donación de la nueva obra efectuada por los marqueses de Valdecarzana —señores de la casa de Miranda, bajo cuya protección estuvo—, con fecha muy borrosa: al parecer, 1695; por encima de la inscripción hay una hornacina abocinada, terminada en venera (concha).

## Servicios religiosos
En Riello se encuentra la casa sacerdotal de la antigua parroquia de Riello. Antiguamente eran dos los sacerdotes que administraban el sacramento de la eucaristía en Teverga. Pero la falta de nuevos curas ha dejado a todo el concejo con un solo sacerdote y ya nadie reside de forma permanente en la casa sacerdotal de Riello, ubicada junto a la iglesia en la plaza del pueblo. Temporalmente, el sacerdote de La Plaza residió en Riello durante las obras de restauración de su casa sacerdotal.

## Hórreos
En Riello existen 8 hórreos, distribuidos por todo el pueblo, destacando entre ellos uno doble de 8 pegoyos conocido como 'la panerona'.

## Alrededores
Los alrededores de Riello están dominados por praderas antiguamente utilizadas para pasto de ganado y por bosques, como 'la mata la yegua' o 'sobremolina'. Estos son principalmente de castaños y se alojan en la ladera este de los montes de San Juan de Volantes, enfrentados a la Peña Sobia y separados de ella por el río. En ellos se esconde una fauna rica y variada y es fácil ver animales como venados, corzos, jabalís o ardillas. Hasta finales del siglo XX el pueblo albergó una serrería, para tratar la madera de los bosques de todo el concejo. Actualmente los terrenos han sido vendidos y la serrería ha sido desmantelada.
El pueblo es cruzado de sur a norte por el río Valdesampedro, afluente del Nalón. El río discurre por el pueblo atravesándolo por su mitad oeste. Es un río habitual entre los pescadores asturianos por sus truchas, la calidad de las aguas y el paisaje que atraviesa. El río fue regulado por sus primeros habitantes mediante represamientos para mitigar los daños provocados por sus crecidas y aprovechar las aguas para el riego de las tierras. Así, estos pozos, como el de Marcones o la Olla, eran los lugares de baño preferidos por los antiguos habitantes para los calurosos días de verano.

## Festividades
Su principal festividad es el 24 de junio en honor de San Juan.

## Personalidades
- Xosé Lluis García Arias[2] Lingüista